# Национальная библиотека Республики Татарстан
ГБУК РТ «Национа́льная библиоте́ка Респу́блики Татарста́н» (тат. Татарстан Республикасы Милли китапханәсе) — главное книгохранилище Татарстана для национальных, республиканских, русских и зарубежных изданий. Она содержит более трех миллионов двухсот тысяч документов, в том числе более 100 тысяч документов на татарском языке и еще 100 тысяч на иностранных языках.

## История
Библиотека была официально открыта 10 января 1865 года как городская публичная библиотека Казани. Сначала в ней была только коллекция Ивана Второва, местного библиофила. Коллекция из 1908 томов была дарована городу его сыном в 1844 году.
Ранее носила название Центральной губернской библиотеки (1919-1923), Центральной городской библиотеки им. В. И. Ленина (1923-1934), Областной библиотеки им. В. И. Ленина (1934-1941), с 1941 года — Республиканской библиотеки им. В. И. Ленина. Нынешнее название — с 5 ноября 1991 года.

## Главный корпус
До 2020 года главным зданием библиотеки являлся особняк-дом Ушковой на Кремлёвской улице (дом 33), построенный в 1908 году по проекту архитектора К. Л. Мюфке.
В 2000-е годы для Национальной библиотеки планировалось построить новое здание в центре города у площади Тукая на так называемой Бутлеровской горе (холме). Проект высотного здания авангардных форм, сочетающих силуэты муравейника и кукурузы, по заказу мэрии Казани был составлен голландским архитектором Эриком Ван Эгераатом. Однако реализация данных планов была отложена во время экономического кризиса 2008—2010. Кроме того, местной компанией «Антика-плюс» был предложен альтернативный проект здания в парадном дворцовом стиле в духе нескольких других подобных примечательных объектов, реализованных в городе с начала XXI века. Все эти проекты были отменены по требованию общественности, выступавшей против строительства нового здания в историческом центре Казани.
В результате, было принято решение реконструировать для библиотеки здание Национального культурного центра «Казань» (бывшего казанского филиала музея В. И. Ленина). В новом здании библиотека открылась 1 сентября 2020 года по проекту архитектурного бюро "ХОРА".